# Kocioł z Gundestrup

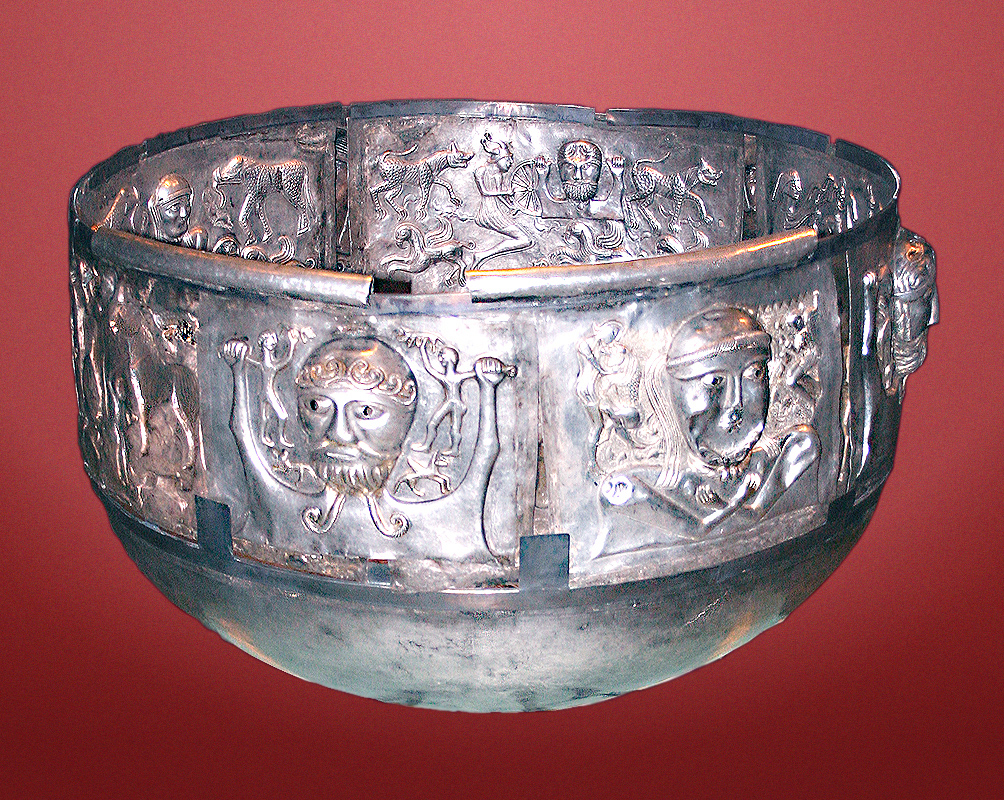
Kocioł z Gundestrup

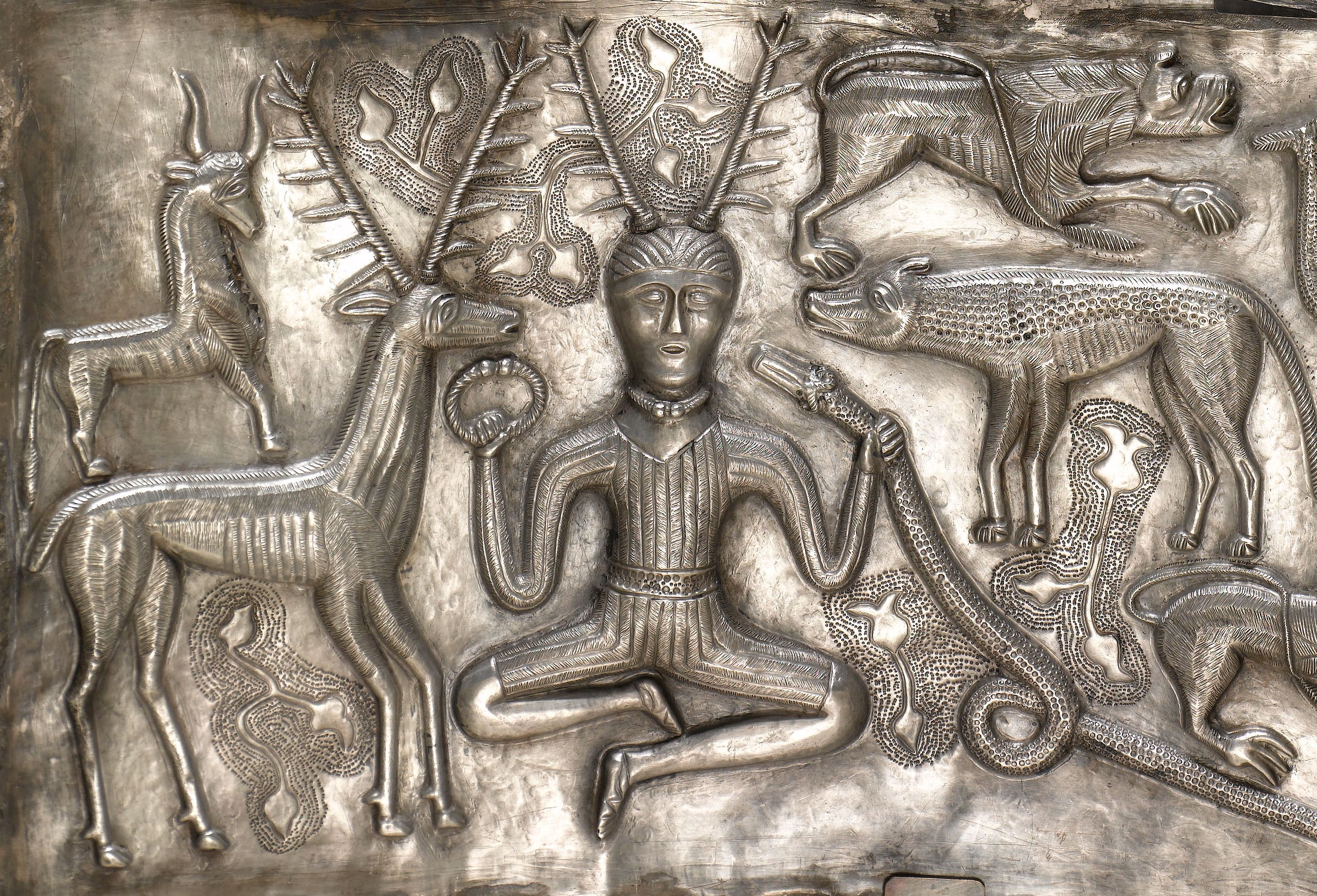
Wizerunek rogatego boga Cernunnosa w otoczeniu jelenia i psa lub wilka

Kocioł z Gundestrup – bogato zdobione naczynie ze srebra powstałe w okresie lateńskim, datowane na II lub I w. p.n.e., jeden z najcenniejszych zabytków celtyckiej sztuki złotniczej. Odnalezione zostało na torfowisku w pobliżu miejscowości Gundestrup (Himmerland, Dania) w 1891 roku. Obecnie przechowywane jest w duńskim Muzeum Narodowym (Nationalmuseet) w Kopenhadze.
Dekoracje na ściankach kotła przedstawiają celtyckie bóstwa i rytuały. Z tego właśnie powodu i w związku z rozmiarami (69 cm średnicy, 42 cm wysokości), sądzi się, że kocioł mógł być używany w celach ofiarnych przez druidów.

## Znalezisko i rekonstrukcja
Kocioł odnaleziono rozebrany na części w torfowisku Raevemos (w tym miejscu odkryto również ufortyfikowaną osadę z I wieku p.n.e.) w roku 1891, został on najprawdopodobniej złożony w sposób rytualny w suchszej części torfowiska, być może jako ofiara. W 1891 znaleziono zestaw 13 srebrnych elementów: jeden okrągły, pięć długich prostokątnych i siedem krótszych również prostokątnych (ósmego nie odnaleziono). Elementy te wykonane z 97% srebra, były częściowo pozłacane.
W 1892 roku Sophus Müller przeprowadził rekonstrukcję kotła, układając elementy w znany dzisiaj kształt, z pięcioma krótszymi wewnątrz, siedmioma długimi na zewnątrz i okrągłym jako podstawą. Według propozycji Klindta-Jensena, elementy zewnętrzne są obecnie zwykle oznaczane małymi literami od a do g, a wewnętrzne wielkimi, od A do E.

## Ornamentyka

### Podstawa

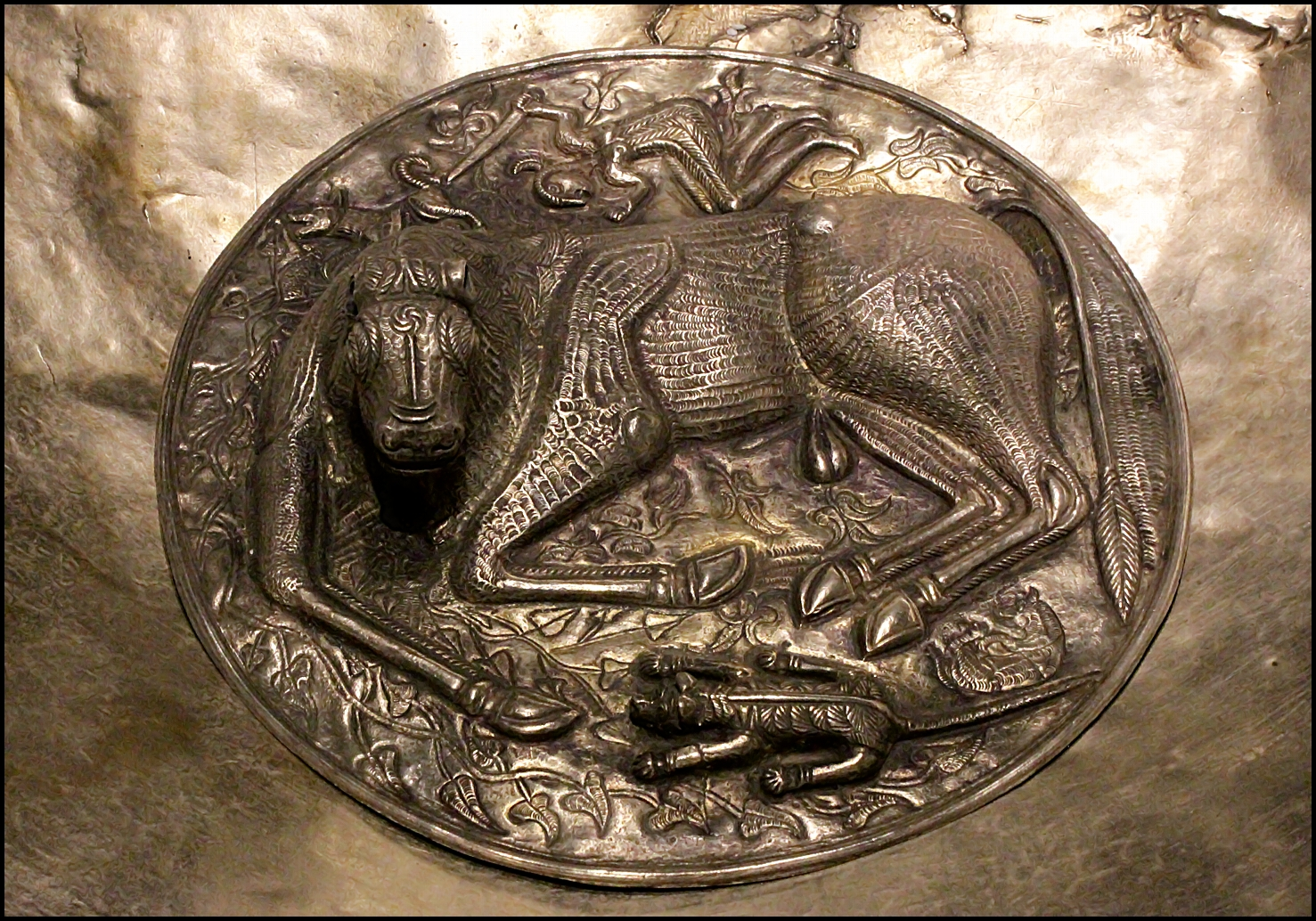
Środkowy element (replika)

Okrągła podstawa zdominowana jest przez postać byka, na którego grzbiecie widnieje postać człowieka w skoku, dzierżącego włócznię i atakującego nią byka. Przedstawione są również dwa psy – jeden nad głową byka, a drugi pod jego racicami.

### Elementy zewnętrzne
Każdy z siedmiu zewnętrznych elementów przedstawia popiersie, najprawdopodobniej bóstwa. Na elementach a, b, c i d przedstawione są postacie męskie, na pozostałych trzech – kobiece.
- Na elemencie a brodata postać (bóstwo) trzyma każdą ręką za ramię mniejszą postać mężczyzny. Obie postacie mężczyzn sięgają w górę w stronę małego dzika. Pod stopami mężczyzn (na ramionach boga) po lewej stronie znajduje się pies, a po prawej – skrzydlaty koń.

- Bóstwo na elemencie b dzierży w każdej dłoni konika morskiego lub smoka. Postać ta utożsamiana jest z iryjskim bogiem morza Manannanem.

- Bóstwo z elementu c wznosi w górę puste pięści. Na jego prawym ramieniu znajduje się mężczyzna w pozycji „boksera”, a na lewym ramieniu – skacząca postać, a pod nią mniejszy jeździec.

- Element d przedstawia brodatego boga trzymającego w każdej ręce za tylne nogi jelenia.

- Po obu stronach bogini z elementu e znajdują się dwa mniejsze męskie popiersia.

- Na elemencie f: bogini trzyma w wyciągniętej w górę prawej ręce ptaka. Jej lewa ręka, uniesiona poziomo, podtrzymuje postacie mężczyzny i psa leżącego na grzbiecie. Po obu stronach jej głowy widnieją dwa ptaki drapieżne. Włosy bogini zaplata w warkocz mała postać kobieca po prawej stronie.

- Bogini na elemencie g ma skrzyżowane ramiona. Nad jej prawym barkiem widnieje scena z mężczyzną walczącym z lwem. Jest to Herkules w scenie walki z lwem nemejskim[3]. Na jej lewym ramieniu znajduje się skacząca postać podobna do przedstawionej na elemencie c.

### Elementy wewnętrzne

#### Element A: Rogaty bóg

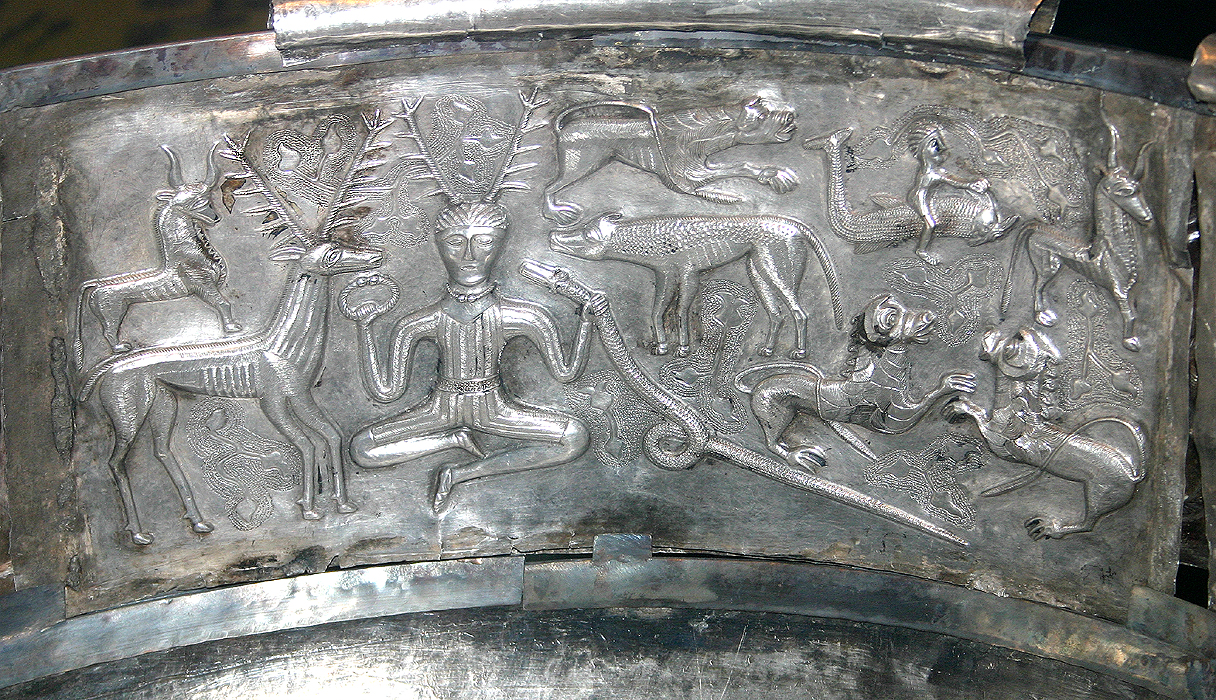
Wewnętrzny element A: Mężczyzna z rogami

W części centralnej elementu A ukazana jest siedząca postać mężczyzny z rogami, zwykle utożsamiana z bogiem Cernunnosem. W prawej ręce postać trzyma torques, a w lewej – głowę rogatego węża. Na lewo odeń widnieje jeleń z porożem podobnym do rogów bóstwa. Scenę tę otaczają inne zwierzęta: pies (lub wilk), zwierzę z rodziny kotów, rogate zwierzęta oraz postać ludzka jadąca na rybie lub delfinie. Scenę tę przyrównuje się często do podobnych związanych z Pashupati, „panem zwierząt”, z kultury rejonu doliny Indusu.

#### Element B: Bogini z kołami

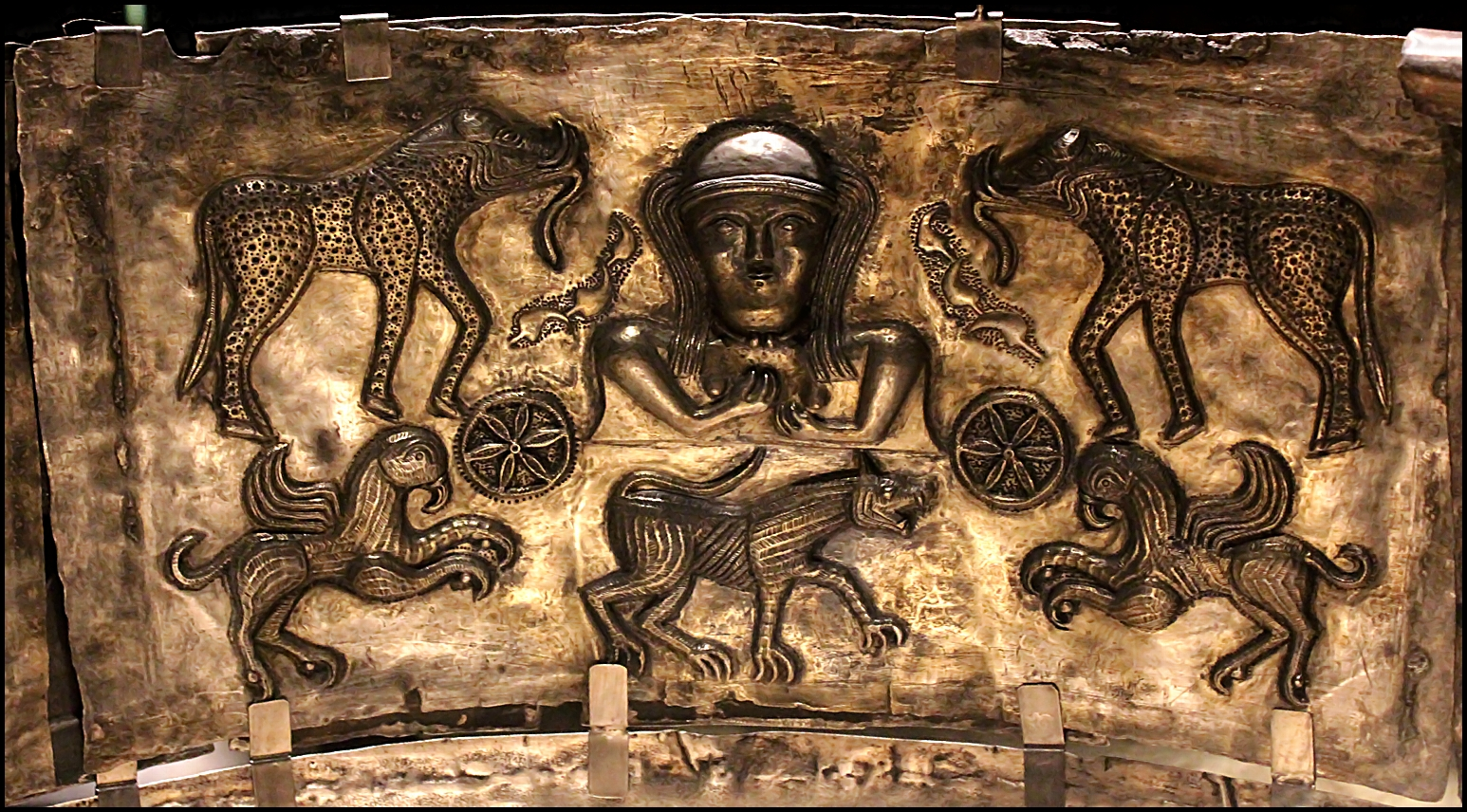
Wewnętrzny element B (replika): Bogini z kołami

Na elemencie B widnieje popiersie bogini, po jej obu stronach znajdują się koła o sześciu szprychach i mityczne zwierzęta: dwa stworzenia podobne do słoni i dwa gryfy. Pod jej postacią znajduje się duży pies lub wilk.

#### Element C: Złamane koło

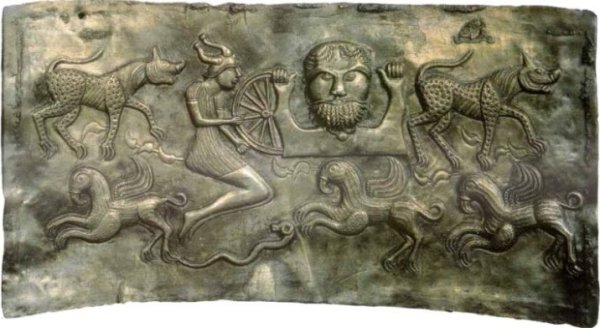
Wewnętrzny element C: Dagda dzierżący złamane koło

Na elemencie C widnieje popiersie brodatego boga trzymającego złamane koło. Mniejsza skacząca postać w hełmie z rogami również trzyma brzeg koła i prawdopodobnie stara się je poruszyć. Pod skaczącą sylwetką znajduje się rogaty wąż. Całą grupę otaczają słonie i gryfy podobne do przedstawionych na elemencie B. Brodaty bóg utożsamiany jest zwykle z iryjskim Dagdą. Szprychy koła są ułożone asymetrycznie, ale sądząc z dolnej części, oryginalnie mogło ich być w tym kole dwanaście, co zgadzałoby się również ze znaleziskiem pochówku z rydwanem we wschodnim Yorkshire

#### Element D: Ofiara z byków

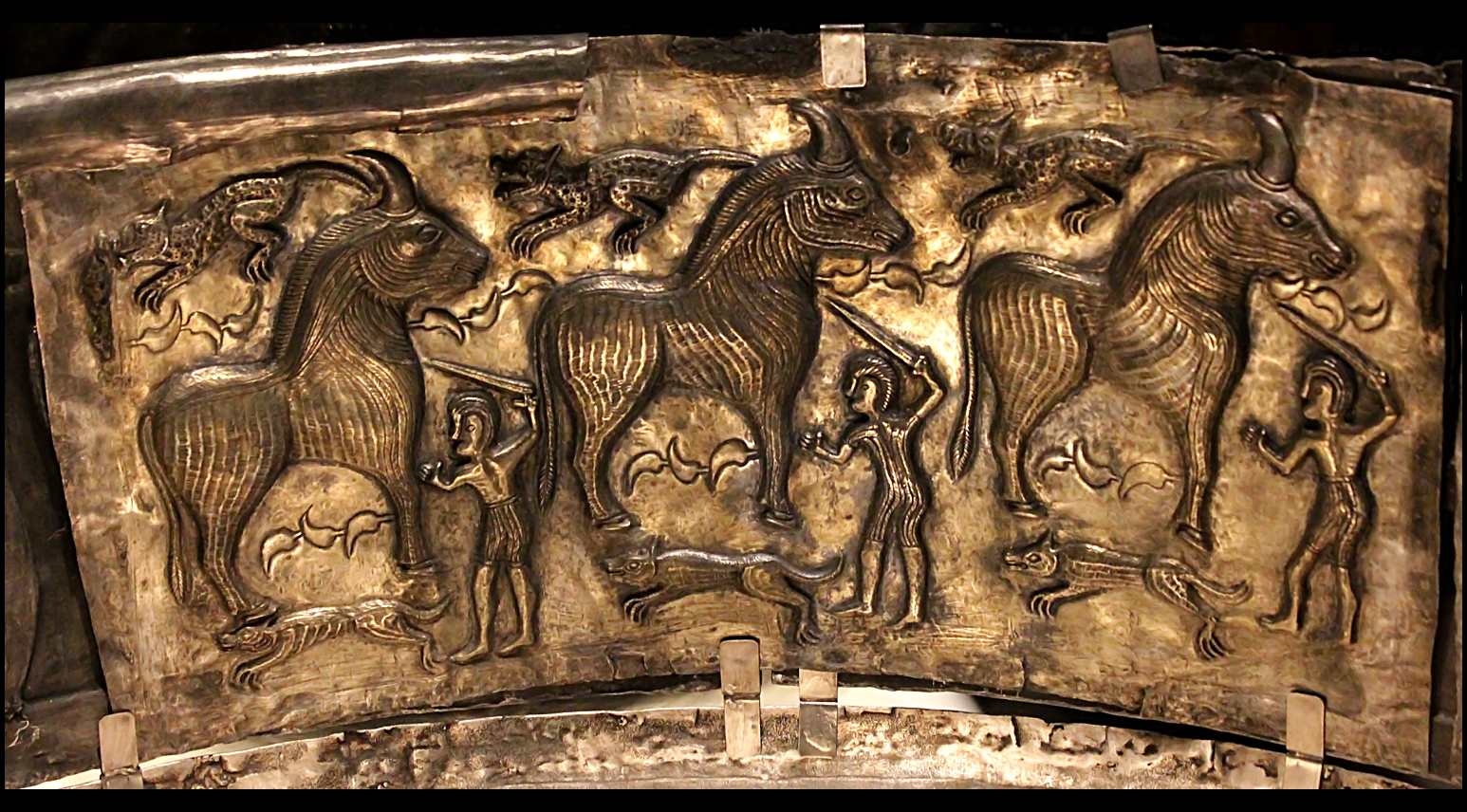
Wewnętrzny element D (replika): Zabijanie byków

Element D przedstawia scenę zabijania lub polowania na byki. Trzy byki obrócone w prawo stoją w rzędzie, na każdego zamierza się mieczem mężczyzna. Pod racicami każdego byka widnieje pies biegnący w prawo, a nad grzbietem każdego z byków znajduje się gepard, również biegnący w prawo.

#### Element E: Inicjacja wojowników

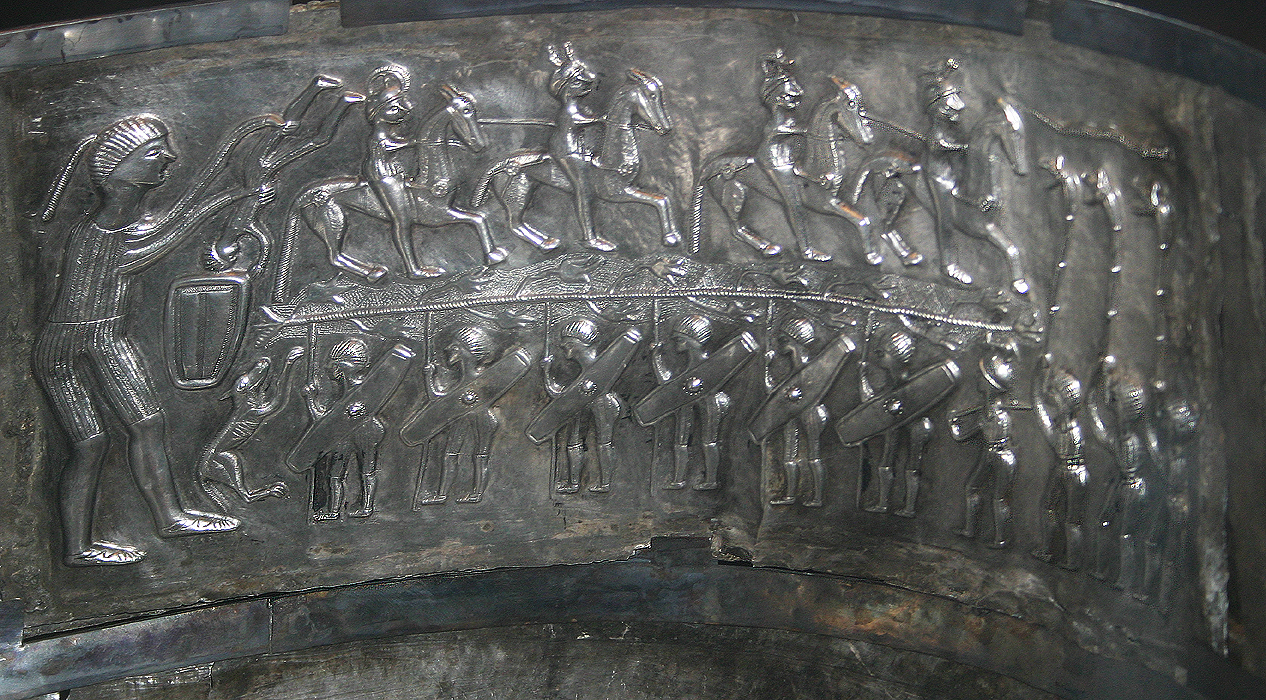
Wewnętrzny element E: Rytualna inicjacja

Element E najprawdopodobniej przedstawia scenę rytualnej inicjacji. W dolnej części widać rząd wojowników dzierżących włócznie i tarcze, towarzyszą im postacie grające na instrumentach zwanych carnyx (rodzaj trąby wojennej z tubą w postaci paszczy smoka), wszyscy maszerują w lewo. Po lewej stronie, duża postać zanurza inną postać mężczyzny w kotle. Jest to ofiara przez uduszenie składana Teutatesowi. W górnej części widnieją wojownicy odjeżdżający konno od kotła, być może już po ceremonii inicjacji. Co ciekawe, w mitach celtyckich z późniejszego okresu pojawia się motyw ożywiania, w którym zmarli wojownicy zanurzani są w kotłach.

## Interpretacja
Srebrny kocioł z Gundestrup stanowi największy znany przykład europejskiego rzemiosła złotniczego epoki żelaza. Styl i wykonanie sugerują pochodzenie trackie, choć ornamentyka wskazuje raczej na celtyckie (torques, rogate bóstwo, carnyx, ozdobne listki w stylu lateńskim). Niektóre motywy wywodzą się Jonii (gryfy, koniki morskie, i fantastyczne zwierzęta). Lew, lampart i słonie powstały pod wpływem kultur azjatyckich. Scena walki Herkulesa z lwem wywodzi się z mitologii greckiej. Postacie z uniesionymi ramionami nawiązują gestami do motywów znanych z Azji Mniejszej. Natomiast boginie podtrzymujące piersi kojarzą się z przedstawieniami nagiej bogini z Mezopotamii.
Różnorodność motywów i wpływów tworzyła pole do rozmaitych, często sprzecznych, teorii na temat trackiego lub galijskiego pochodzenia obiektu.
Bergquist i Taylor wysuwają tezę, że kocioł wykonany został przez trackich rzemieślników, prawdopodobnie na zamówienie celtyckich Skordysków (Scordisci) i wpadł później w ręce Cymbrów (Cimbri), którzy najechali dorzecze Dunaju w 120 p.n.e. Olmsted z kolei interpretuje ikonografię kotła jako prototyp irlandzkiego mitu opisanego w Táin Bó Cuailnge, łącząc postać rogatego boga raczej z Cúchulainnem niż z Cernunnosem.